# Trichoniscus tolosanus
Trichoniscus tolosanus är en kräftdjursart som beskrevs av Albert Vandel 1925. Trichoniscus tolosanus ingår i släktet Trichoniscus och familjen Trichoniscidae. Inga underarter finns listade i Catalogue of Life.